# Sydafrikas president
Republiken Sydafrikas president (engelska: President of the Republic of South Africa) är Sydafrikas statschef och regeringschef. Statschefen besitter den praktiska verkställande makten i landet och är bland annat högste befälhavare för de Sydafrikas väpnade styrkor.
Den sydafrikanska konstitutionen har en ytterst ovanlig konstruktion med en stark president som är vald av parlamentet. I de flesta länderna som låter parlamentet välja president är dennes roll ceremoniell (så exempelvis Tysklands förbundspresident och Israels president).
Cyril Ramaphosa är Sydafrikas president sedan 15 februari 2018.

## Historia
Från bildandet av Sydafrikanska unionen år 1910 som en dominion i det brittiska imperiet var den brittiske monarken Sydafrikas statschef, representerad i landet av en generalguvernör. I och med Westminsterstatuten 1931 separerades formellt det brittiska statschefsämbetet från det i samväldesrikena men en formell titel för Sydafrika gavs först Elisabet II som drottning av Sydafrika.
År 1961 upphörde Sydafrika, efter en folkomröstning, att erkänna den brittiska monarken som sin statschef och antog ett republikanskt statsskick. Landets nya statschef, formellt Republiken Sydafrikas statspresident, var Charles Robberts Swart som också var generalguvernör under landets sista år som samväldesrike. 
Fram till 1984 var presidentämbetet i Sydafrika ceremoniellt och den reella verkställande makten låg hos premiärministern, men därefter slogs de två posterna samman och Sydafrika fick en exekutiv statschef. Den första av hela folket demokratiskt valde presidenten var Nelson Mandela som valdes år 1994.

## Lista över Sydafrikas statschefer

### Sydafrikanska unionensgeneralguvernörer (1910–1961)

Generalguvernörens flagga (1910–1931).

Generalguvernörens flagga (1952–1961).

| Porträtt                                         | Namn (Född–Död)                                        | Ämbetsperiod     | Ämbetsperiod     | Monark                                          |
| Porträtt                                         | Namn (Född–Död)                                        | Tillträdde       | Avgick           | Monark                                          |
| ------------------------------------------------ | ------------------------------------------------------ | ---------------- | ---------------- | ----------------------------------------------- |
|                                                  | Herbert John Gladstone (1854–1930)                     | 31 maj 1910      | 8 september 1914 | Georg V av Storbritannien (1865–1936) 1910–1936 |
|                                                  | Sydney Charles Buxton (1853–1934)                      | 8 september 1914 | 17 november 1920 | Georg V av Storbritannien (1865–1936) 1910–1936 |
|                                                  | Prins Arthur av Connaught (1883–1938)                  | 17 november 1920 | 21 januari 1924  | Georg V av Storbritannien (1865–1936) 1910–1936 |
|                                                  | Alexander Cambridge, 1:e earl av Athlone (1874–1957)   | 21 januari 1924  | 26 januari 1931  | Georg V av Storbritannien (1865–1936) 1910–1936 |
|                                                  | George Villiers, 6:e earl av Clarendon (1877–1955)     | 26 januari 1931  | 5 april 1937     | Georg V av Storbritannien (1865–1936) 1910–1936 |
| Georg VI av Storbritannien (1895–1952) 1936–1952 | George Villiers, 6:e earl av Clarendon (1877–1955)     | 26 januari 1931  | 5 april 1937     |                                                 |
|                                                  | Sir Patrick Duncan (1870–1943)                         | 5 april 1937     | 17 juli 1943     |                                                 |
|                                                  | Nicolaas Jacobus de Wet (1877–1955) (Ställföreträdare) | 17 juli 1943     | 1 januari 1946   |                                                 |
|                                                  | Gideon Brand van Zyl (1873–1956)                       | 1 januari 1946   | 1 januari 1951   |                                                 |
|                                                  | Ernest George Jansen (1881–1959)                       | 1 januari 1951   | 25 november 1959 |                                                 |
| Elizabeth II av Sydafrika (1926- ) 1952–1961     | Ernest George Jansen (1881–1959)                       | 1 januari 1951   | 25 november 1959 |                                                 |
|                                                  | Lucas Cornelius Steyn (1903–1976) (Ställföreträdare)   | 26 november 1959 | 11 december 1959 |                                                 |
|                                                  | Charles Robberts Swart (1894–1982)                     | 11 december 1959 | 30 april 1961    |                                                 |
|                                                  | Lucas Cornelius Steyn (1903–1976) (Ställföreträdare)   | 30 april 1961    | 31 maj 1961      |                                                 |

### Sydafrikas statspresidenter (från 1961 till 1994)

#### Statspresidenter med ceremoniella uppgifter (1961–1984)

Statspresidentens flagga 1961–1984.

| Nr  | Bild | Namn                         | Tillträdde | Avgång | Parti              | Anmärkning                                   |
| --- | ---- | ---------------------------- | ---------- | ------ | ------------------ | -------------------------------------------- |
| 1.  |      | Charles Robberts Swart       | 1961       | 1967   | Nationalistpartiet |                                              |
| 2.  |      | T.E. Dönges                  | -          | -      | Nationalistpartiet | vald 1967 men tillträdde aldrig av hälsoskäl |
| tf. |      | Jozua François Naudé         | 1967       | 1968   | Nationalistpartiet | tillförordnad                                |
| 3.  |      | Jacobus Johannes Fouché      | 1968       | 1975   | Nationalistpartiet |                                              |
| 4.  |      | Nicolaas Johannes Diederichs | 1975       | 1978   | Nationalistpartiet |                                              |
| tf. |      | Marais Viljoen               | 1978       | 1978   | Nationalistpartiet | tillförordnad                                |
| 5.  |      | Balthazar Johannes Vorster   | 1978       | 1979   | Nationalistpartiet |                                              |
| 6.  |      | Marais Viljoen               | 1979       | 1984   | Nationalistpartiet |                                              |

### Statspresidenter med verkställande makt 1984–1994

Statspresidentens flagga 1984–1994.

| Nr | Bild | Namn                     | Tillträdde        | Avgång          | Parti              | Anmärkning |
| -- | ---- | ------------------------ | ----------------- | --------------- | ------------------ | ---------- |
| 7. |      | Pieter Willem Botha      | 14 september 1984 | 15 augusti 1989 | Nationalistpartiet |            |
| 8. |      | Frederik Willem de Klerk | 20 september 1989 | 10 maj 1994     | Nationalistpartiet |            |

#### Sydafrikas presidenter från 1994 (efter apartheidtiden)
| Nr | Bild | Namn              | Tillträdde        | Avgång            | Parti                     | Anmärkning |
| -- | ---- | ----------------- | ----------------- | ----------------- | ------------------------- | ---------- |
| 1. |      | Nelson Mandela    | 10 maj 1994       | 16 juni 1999      | African National Congress |            |
| 2. |      | Thabo Mbeki       | 16 juni 1999      | 24 september 2008 | African National Congress |            |
| 3. |      | Kgalema Motlanthe | 25 september 2008 | 9 maj 2009        | African National Congress |            |
| 4. |      | Jacob Zuma        | 9 maj 2009        | 14 februari 2018  | African National Congress |            |
| 5. |      | Cyril Ramaphosa   | 15 februari 2018  |                   | African National Congress |            |